# Meranoplus variabilis
Meranoplus variabilis is een mierensoort uit de onderfamilie van de Myrmicinae. De wetenschappelijke naam van de soort is voor het eerst geldig gepubliceerd in 2007 door Schödl.